# Het verhaal van het Keizerskanaal

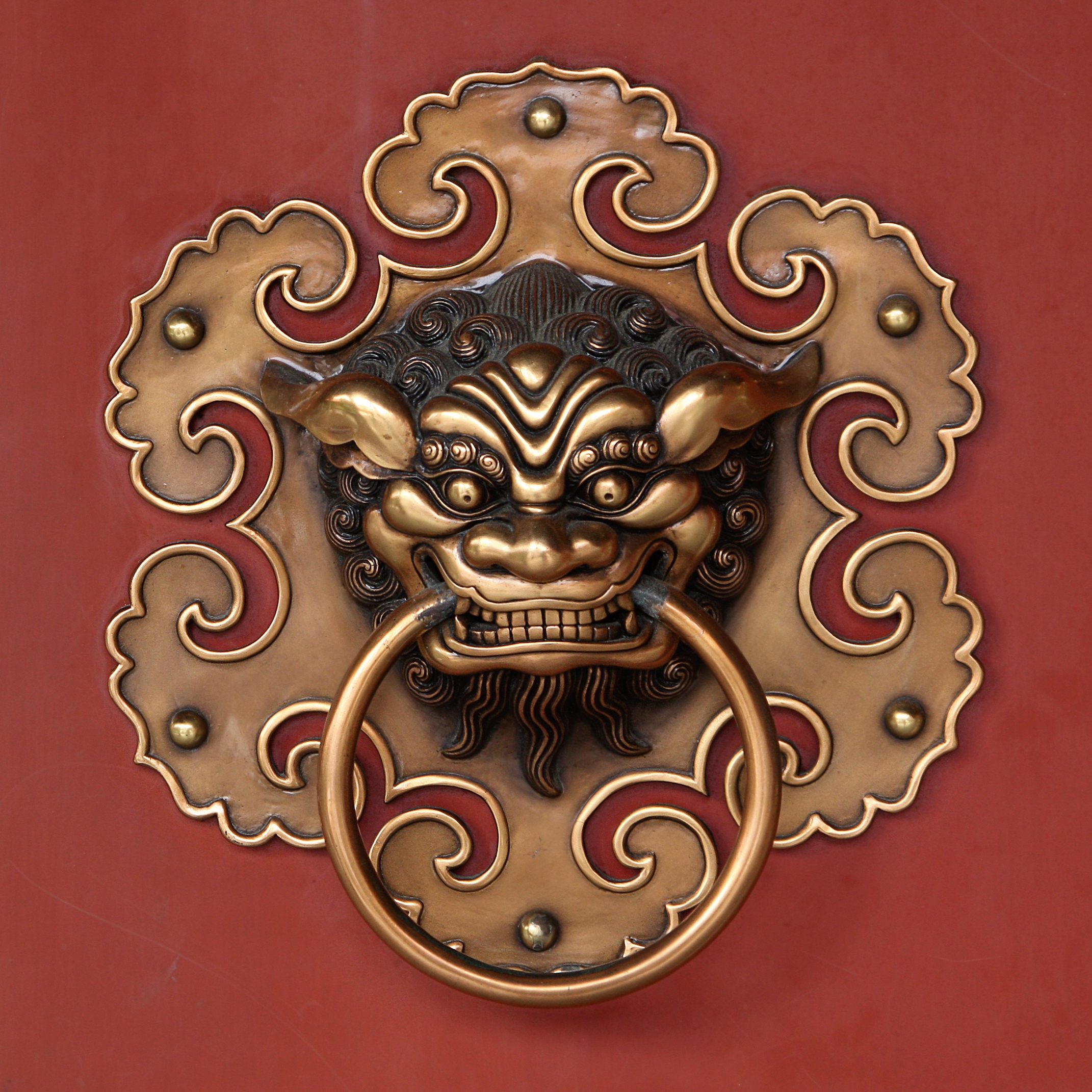
Jiaotu wordt bij de poort geplaatst, hij houdt er niet van gestoord te worden

De Chinese draak met zon op de vlag van de Qing-dynastie, 1889 (zie ook vlag van China)

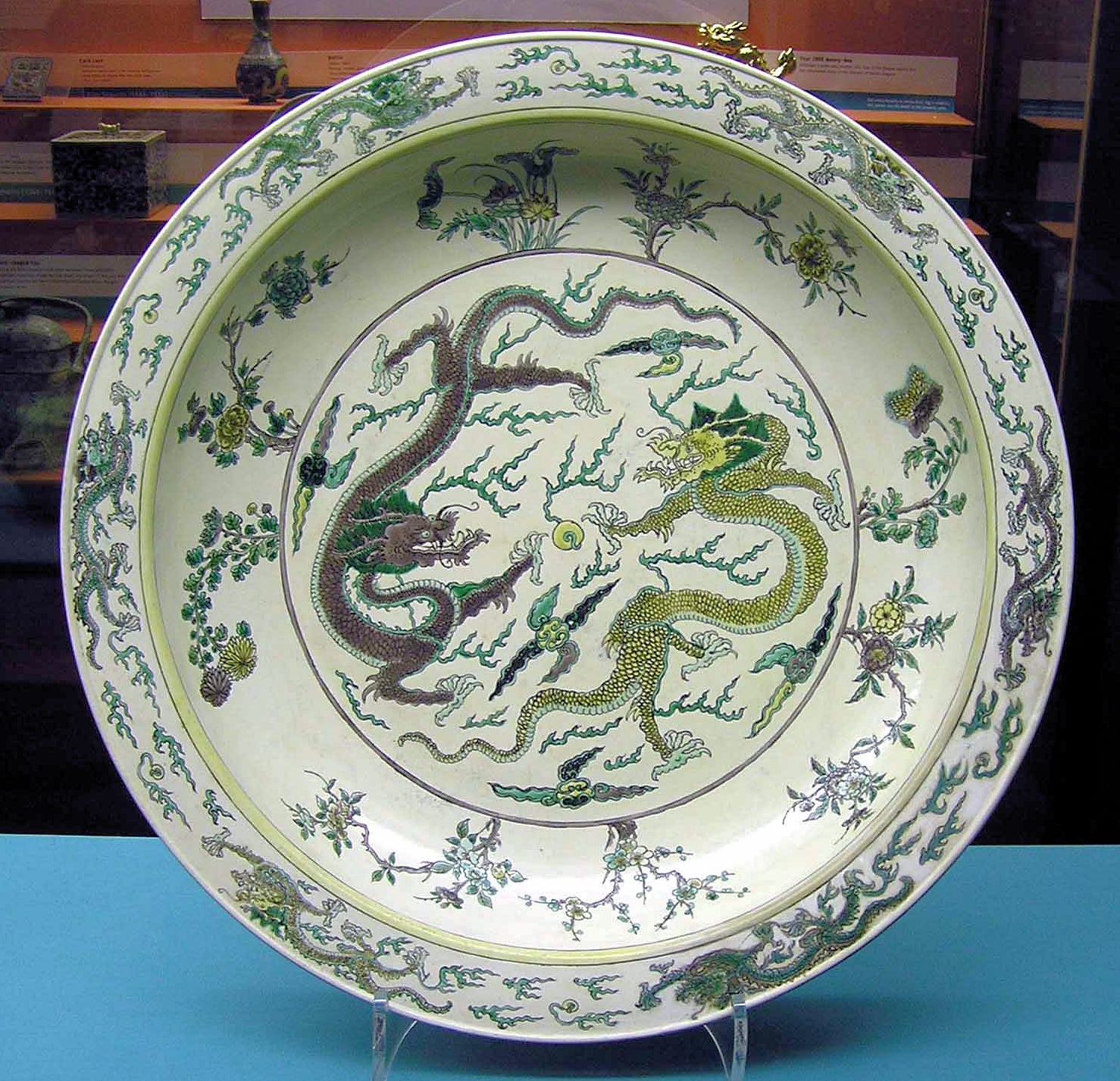
Chinese draken bewaken een schat, ca. 1662-1722

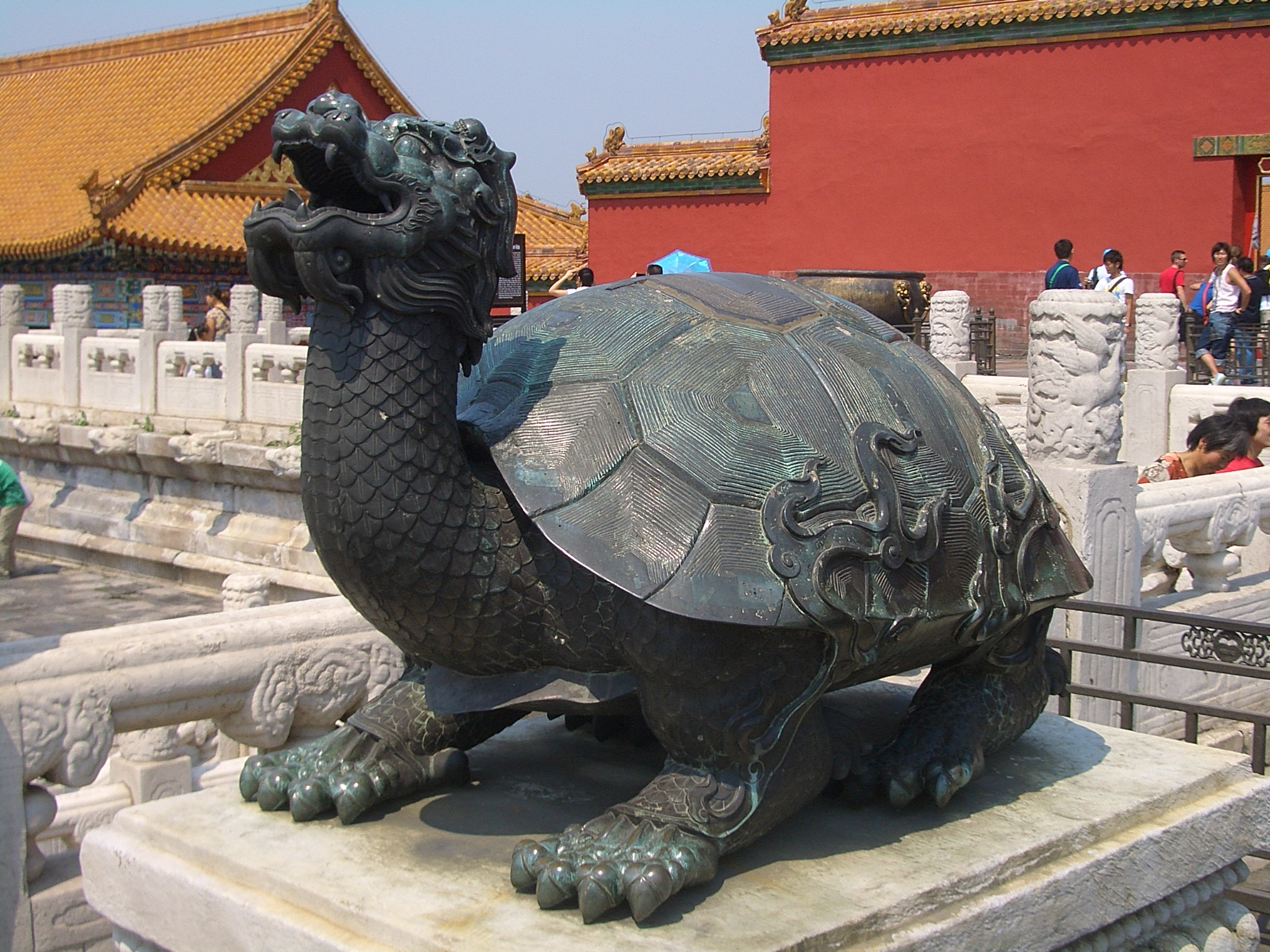
Een schildpad als bewaker in de Verboden Stad

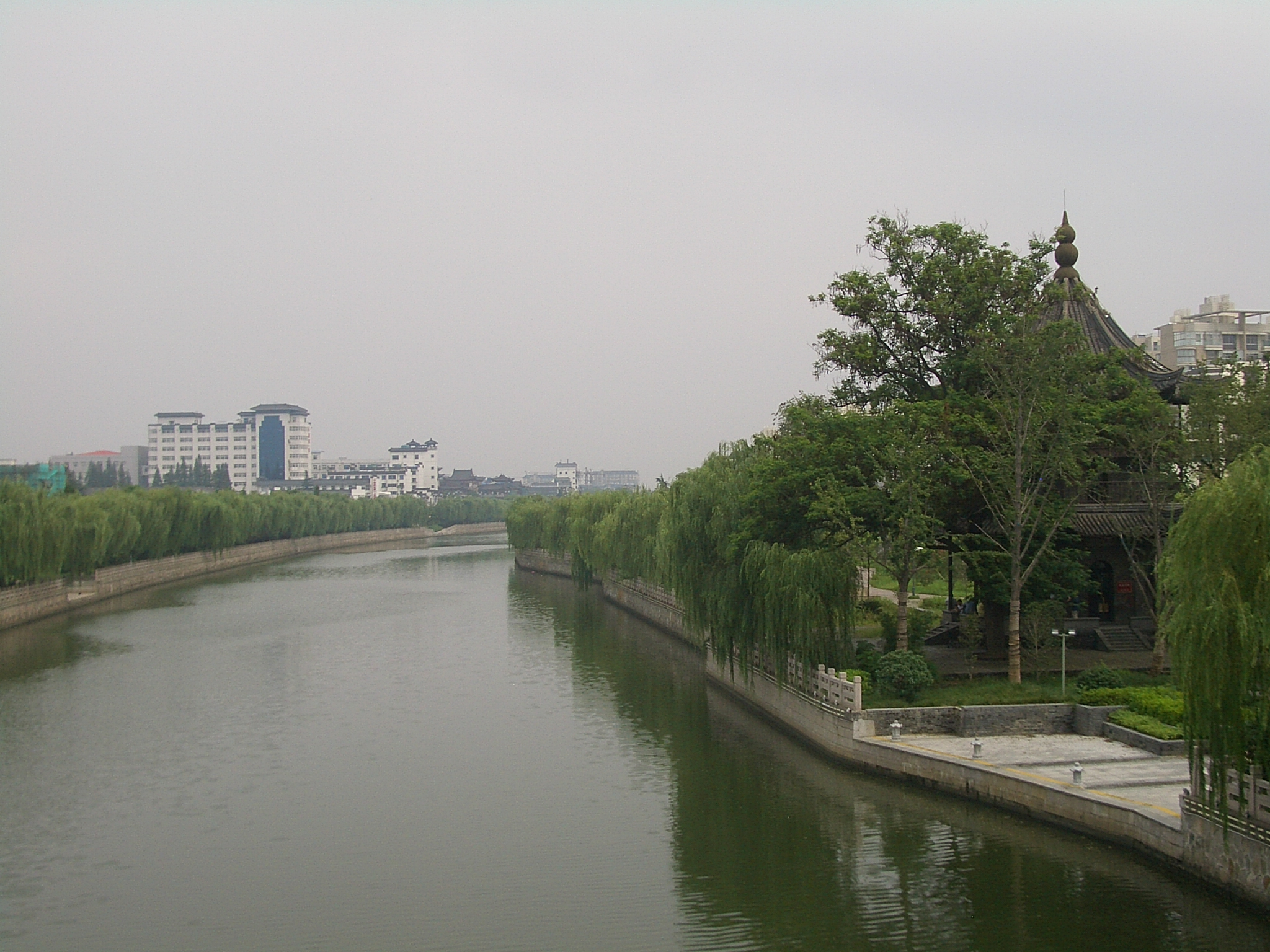
Het oude Keizerskanaal in Yangzhou

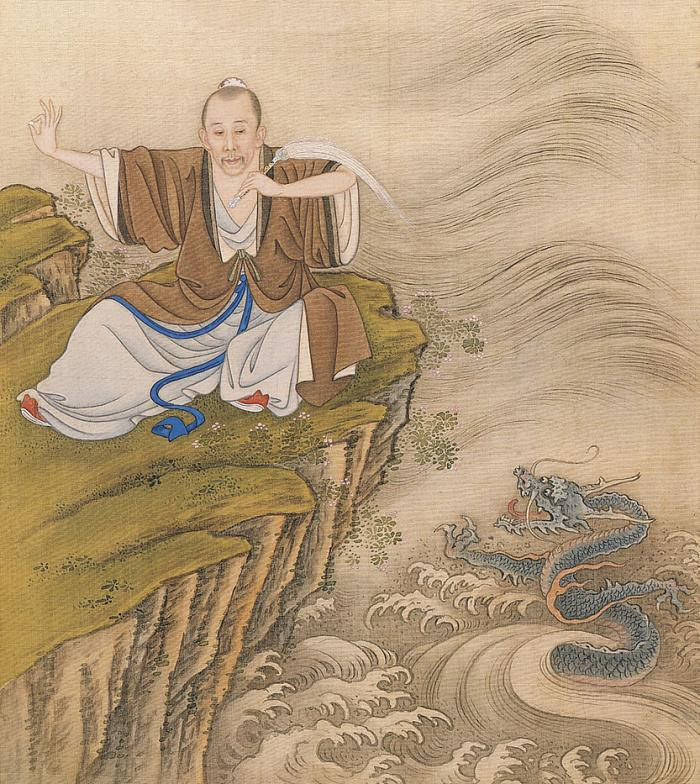
Chinese draak, ca. 1723-1735

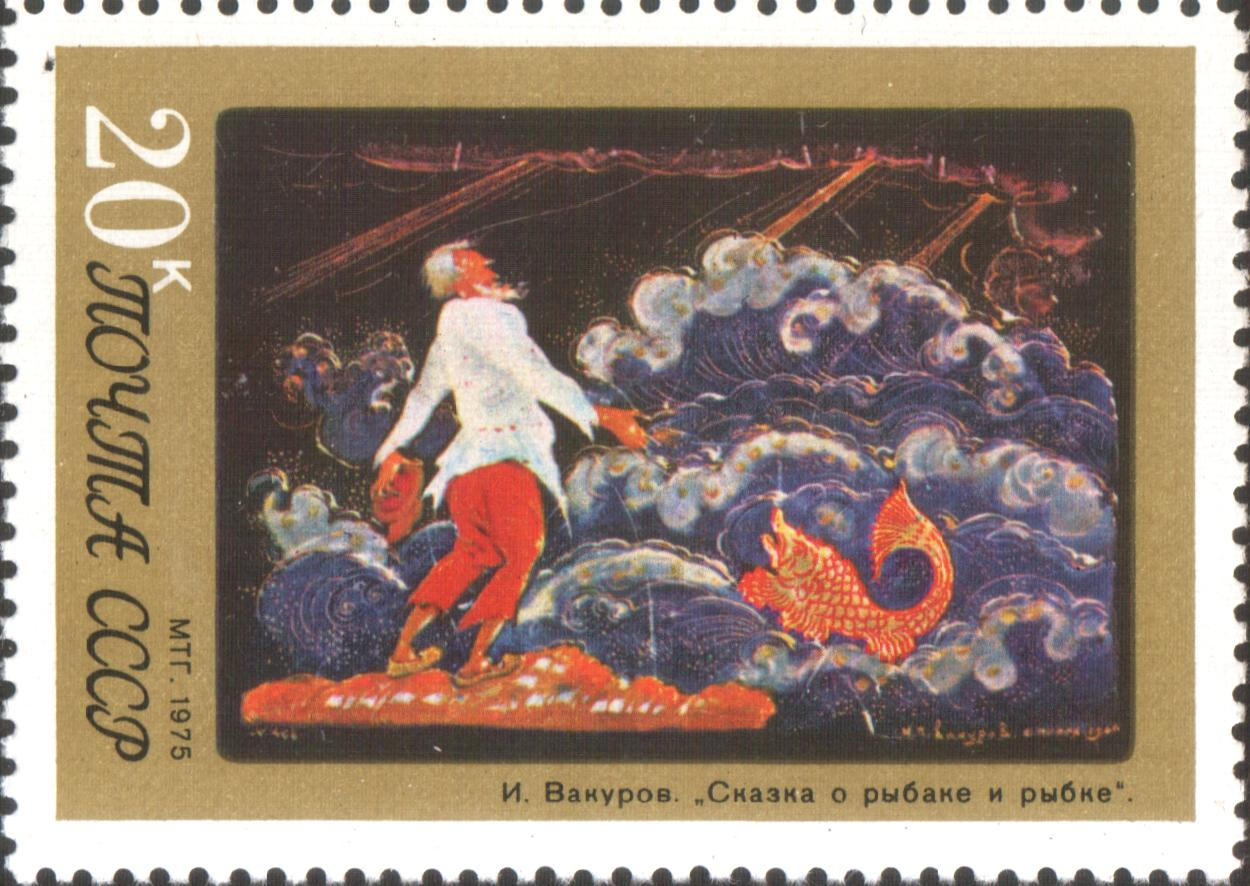
Ook in Van de visser en zijn vrouw wordt een wens vervult, als het gevangen visje zijn vrijheid terug krijgt

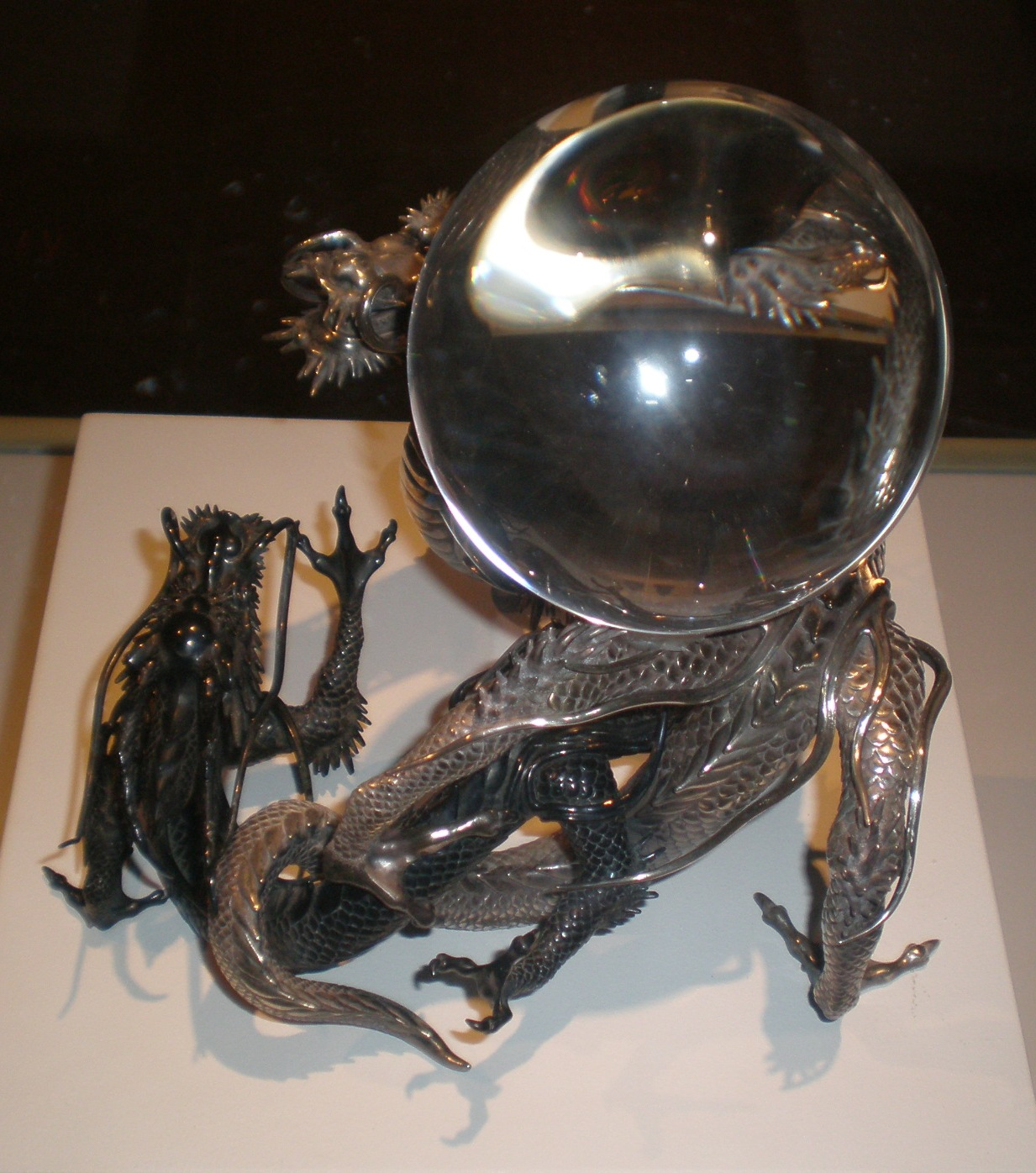
Twee draken en een kristallen bol

Het verhaal van het Keizerskanaal is een volksverhaal uit China.

## Het verhaal
Het Keizerskanaal is meer dan drieduizend mijl lang en doorsnijdt de vlakte in het oostelijk gedeelte van het land. Het water is goudgeel en smaakt zoet en daarom wordt het ook wel het Suikerwaterkanaal genoemd. Ooit had China een keizer, Sui Yangdi, die een reis wilde maken naar het zuiden. Hij liet daarom een kanaal graven van het noorden naar het zuiden. Tienduizenden waren dag en nacht aan het werk en velen stierven hierbij van uitputting. Bovendien beroofde de keizer het volk van zijn schatten en vorderde hij mooie vrouwen. De mensen vertelden dat het kanaalwater bestond uit bloed en zweet van gewone mensen en dat de dijken aan weerszijden waren gevormd uit beenderen. Na enkele jaren veranderden de akkers aan beide kanten in een zoutmoeras. De vijf granen wilden niet meer groeien en het leven werd nog moeilijker. Mensen ontvluchtten het gebied, slechts enkelen bleven aan de oevers wonen en leefden van visvangst.
Onder de vissersbevolking staat een heldin op, ze is zeventien en heet Honglian. Ze heeft een gezicht als een lotusblad en haar ogen lijken op parels. Ze kan goed zwemmen en vangt met haar handen vissen. Al jong heeft Honglian haar moeder verloren en haar vader is ouder dan zestig jaar. Op een dag, de zon is al achter de heuvels, haalt Honglian haar leefnet op. Er steekt net een zware storm op maar deze gaat snel over. Honglian ziet aan de waterrand een rood visje en neemt het mee naar huis. Ze stopt de vis in een kom en haar vader ziet heldere ogen bij het dier. Als ze het in een kruik willen doen, vraagt het visje zijn vrijheid. Het visje huilt en vertelt de zevende dochter van de drakenkoning Aoguang van de Oostelijke Oceaan te zijn. Per ongeluk kwam ze in het Keizerskanaal, ze heeft de verboden van haar vader overtreden. Haar vader stuurde de Gouden Schildpad om haar te berechten en ze had zich verborgen op de oever, maar werd toen gevonden door Honglian.
Honglian maakt zich hierover zowaar boos en zegt dat draken alleen rondzwerven en van hun geluk genieten, enkel feestvieren en zich niet bekommeren om de gewone mens. Ze vertelt dat de akkers bedorven zijn door het Keizerskanaal, de mensen hebben honger. Ze wil het visje niet laten gaan, maar dan belooft het visje haar alles te geven wat ze wenst. Honglian vraagt dan het brakke water in het kanaal zoet te maken, zodat de mensen weer eten hebben. Het visje vertelt dat een meisje de drakenparel uit de bek van de kleine gele draak, de dertiende zoon van de drakenkoning Di'ao, moet stelen. Honglian moet proviand meenemen voor zeven maal zeven dagen. Ze moet naar de westelijke oever van de Oostelijke Oceaan gaan en daar ligt de Geelwaterbron aan de voet van een hoge berg. Als ze het water van deze bron drinkt, kan ze afdalen in zee. Ze moet dan de oude drakenmoeder, de grootmoeder van het visje, opzoeken. Het visje geeft een rode schub en vertelt dat haar grootmoeder Honglian zal helpen als ze de schub ziet. Honglian laat het visje vrij en al snel praten mensen over de gebeurtenis.
Veel meisjes willen gaan, maar Honglian ziet dat ze niet zo sterk en moedig zijn als zijzelf. Ze neemt de nodige proviand, neemt afscheid van haar vader en trekt zelf op avontuur. De mensen doen haar uitgeleide en Honglian vertelt dat ze terug zal komen. De mensen beloven haar met muziek van de gong en de trom dertig mijlen tegemoet te komen om haar terugkomst te vieren. Honglian komt bij de hoge berg en rust op een groot, zwart rotsblok. Ze valt in slaap en hoort een geluid. Ze hoort stromend water onder het rotsblok en graaft. Na enkele handgrepen kiezels en grind verwijderd te hebben, stroomt het water naar buiten. Ze drinkt gehurkt, maar haar lichaam staat meteen in brand. Ze rent oostwaarts en een tijger springt toe met wijd opengesperde bek. Honglian ontwijkt de tijger, pakt hem bij zijn staart en gaat op zijn rug zitten. Het lijf van de tijger staat in brand en met zijn staart recht overeind rent hij naar de Oostelijke Oceaan. Honglian hoort alleen de wind en als ze haar ogen opent, ziet ze het groene zeewater van alle zijden. De tijger is verdwenen.
De schub in haar tas verspreidt een rood schijnsel dat de weg wijst. Honglian loopt de diepte in en komt bij een rozig paleisje. Ze ziet drakenmeisjes die een zwaarddans uitvoeren en ze vraagt waar de oude drakenmoeder woont. De meisjes schrikken en slaan toe met hun zwaarden, maar Honglian gaat met haar vuisten het gevecht aan en is niet bang. Een stem roept stop en Honglian ziet een oude vrouw met zilvergrijs haar. Ze weet wie Honglian is en neemt haar bij de hand: ze is dankbaar dat Honglian haar kleindochter gered heeft en vindt Honglian van de goede soort. Ze gaan het paleis met geglazuurde dakpannetjes binnen: de drakenkoning is afwezig en Honglian moet in zuidelijke richting gaan. Bij de derde drakenpoort zal Honglian bij een gouden paleis komen en in de derde paleishal zevenenzeventig grote drakenvijvers met elk een draak aantreffen. De dertiende bron (van het noorden naar het zuiden) bevat een gele draak en Honglian moet zich verborgen houden. Als de draak slaapt, moet ze de gele parel stelen. De draak mag niet wakker worden, onheil zal dan komen.
Honglian hoort nog dat ze de parel in haar mond moet nemen en het water van het Keizerskanaal zal zoet worden als ze hem in het water werpt. Als ze de parel echter inslikt, zal ze veranderen in een draak. Honglian bedankt de drakenmoeder en komt bij de eerste drakenpoort. Een schildpad met ijzeren strijdhamer verspert de doorgang en Honglian wijst naar het paleis en dan naar haar tas met schubbelicht. De schildpad laat haar door en bij de tweede drakenpoort staan twee draken met breed kromzwaard. Honglian kruipt stiekem naar binnen en bij de derde drakenpoort ziet ze vele kreeft-soldaten en krab-officieren. Ze hoort een stem en verbergt zich onder een groot rotsblok. Een kleine draak en een grote kreeft hollen langs, op zoek naar haar. Honglian verbergt zich onder een waterstruik en de grote kreeft port met zijn lans onder het rotsblok. Net komt een groep drakenmeisjes langs die een prinses vergezellen. Honglian sluit zich aan en komt zo door de poort in een siertuin van kristal. Ze verbergt zich onder een narcis en gaat het paleis binnen. Ze ziet tientallen draken die wolken damp uitblazen en in de tweede hal spartelen draken in hun vijvers rond. Hoglian is niet bang en ze gaat naar de derde paleishal. De traptreden zijn van kristal en ze hoort geen geluid, maar de draken slapen niet. Ze wacht en ziet een grote witte draak en ze gaat snel terug naar de tweede paleishal.
Als ze opnieuw kijkt, liggen de draken plat op hun buik en ze kruipt al tellend de hal binnen. Bij de dertiende drakenvijver houdt ze de zuil omklemd en ze ziet de parel in de bek van de draak. Ze pakt de parel, maar de draak brult en draait zich om. Honglian doet de parel in haar mond en holt de paleishal uit. De draak wil haar achtervolgen, maar zonder parel kan hij niet op tegen de weerstand van het water en hij kan haar niet meer inhalen. Met de parel in de mond kan Honglian over de golven lopen tot de oever van de oceaan; ze voelt geen honger of dorst met de parel in haar mond. Al spoedig komt ze dicht bij haar huis en de mensen komen haar met gong en trom tegemoet. Ze is blij, maar slikt dan per ongeluk de drakenparel in. Ze vertelt de mensen dat ze de drakenparel gestolen heeft en roept haar vader. Ze zegt dat de beide zijden van het Keizerskanaal veranderen zullen in goede akkers en dan wordt ze door de drakenparel verschroeid. Vlammen slaan uit haar hart en ze springt het water van het Keizerskanaal in. Een gele draak verheft zijn kop uit het water en drie dagen en nachten blijft hij spuiten. De draak verdwijnt, het water van het kanaal is geel geworden en smaakt zoet. Honglian is nog altijd niet vergeten en de mensen drinken nu het water en bevloeien hun akkers ermee.

## Achtergronden
- Fabeldieren zoals draken zijn in Chinese volksverhalen vaak goedaardig, maar dit betekent niet dat ze geen gevaarlijke, mensverslindende monsters kunnen zijn. Een Chinese draak is de god van het water en iedere poel of put heeft zijn eigen draak. De opperste drakenkoning heeft zijn paleis op de bodem van de Oostelijke Oceaan en ze beschikken over magische vermogens. Draken kunnen zich in de gedaante van mens, vis of slang vertonen en ze roven soms jonge meisjes. Net als andere fabeldieren kunnen ze eerder bedwongen worden door een list dan door geweld. Zie ook Li Ji, Li Jing, Het verhaal van Liu Yi, Zhou Han en De geschiedenis van de witte gibbon.
- Het eerste Keizerskanaal verbond de toenmalige hoofdstad Luoyang met vele bestaande waterwegen. Het werd aangelegd tijdens de regering van keizer Yangdi van de Sui-dynastie (589-618).
- Het huidige Keizerskanaal verbindt Peking met Hanchow, het werd aangelegd in het begin van de veertiende eeuw.
- Het verhaal is een modern volkssprookje uit de provincie Hebei. Het werd opgetekend door Li Zeyou.
- Het verhaal heeft overeenkomsten met De kleine zeemeermin, net als het visje overtreedt deze zeemeermin regels van haar vader en ontmoet zo een mens.
- Er zijn vele verhalen over vissen die wensen kunnen vervullen, zoals Van de visser en zijn vrouw.
- Wereldwijd zijn verhalen bekend over draken, zoals Het aardmanneke en De twee gebroeders. Vaak bewaakt de draak een schat, soms is de schat een amulet of talisman (zoals in De draak met de zeven koppen uit Turkije).
- Op de rug van de tijger komt Honglian bij de Oostelijke Oceaan, dit lijkt op de magische vlucht die bekend is over de hele wereld. De magische plaatsen worden op vele manieren bereikt, bijvoorbeeld op de rug van een paard (zoals Sleipnir of Pegasus), Vogel Grijp of op een vliegend tapijt.
- De oude drakenmoeder is een behulpzame oude vrouw. De behulpzame oude vrouw komt in vele sprookjes voor, bijvoorbeeld in De twaalf broeders (KHM9), De duivel met de drie gouden haren (KHM29), De roverbruidegom (KHM40), De drie vogeltjes (KHM96), De zoete pap (KHM103), De groente-ezel (KHM122), De stukgedanste schoentjes (KHM133), De ganzenhoedster aan de bron (KHM179), De waternimf in de vijver (KHM181), De ware bruid (KHM186), Het klosje, de schietspoel en de naald (KHM188) en De laars van buffelleer (KHM199). Zie ook De duivel en zijn grootmoeder (KHM125, de oorspronkelijke naam is Der Teufel und seine Großmutter en het sprookje is in Engeland bekend als The Dragon and his Grandmother).
- In De zingende springende leeuwerik is de draak een betoverde koningsdochter, Vogel Grijp brengt de mensen naar de Rode Zee en terug. Maar alleen met behulp van een noot kan men terugkeren naar de wereld.
- De tijger (of leeuw) is de vijand van de draak, het wezen staat symbool voor vuur. In Het verhaal van Liu Yi wordt het Boek van Vuur besproken tussen de drakenkoning en de meester van de Verheven Yang. De wezens zijn vaak in strijd met elkaar, maar het zijn zeker geen absolute tegenpolen zoals Goed en kwaad (zie ook yin en yang). Deze symbolische tegenstelling komt ook tot uiting in de Drakendansen en Leeuwendansen, de bevolking begroet Honglian met trom en gong.
- Ook in de Parcival-verhalen speelt een betoverd kasteel een rol, dit kasteel wordt gevonden door Parcival en hij ziet de Heilige Graal. Parcival maakt een fout, het kasteel van de gewonde Koning Visser lost op in het niets. In Van de visser en zijn vrouw worden de wensen vervuld, maar na een fout verdwijnt ook hier het kasteel.